# Mario Martínez (tennis)
Pour les articles homonymes, voir Mario Martínez et Martínez.
Mario Martínez, né le 12 septembre 1961 à La Paz, est un joueur bolivien de tennis, professionnel de 1979 à 1985.
Malgré une courte carrière professionnelle, il a été le premier joueur de son pays à intégrer le top 100 du classement ATP et à remporter un tournoi ATP. Spécialiste de la terre battue, il a atteint quatre finales du circuit principal sur cette surface et en a remporté trois.
Il réalise son meilleur parcours en Grand Chelem au tournoi de Roland-Garros 1983 où il atteint le troisième tour en battant Željko Franulović et Andreas Maurer.
En 2013, il est arrêté après avoir été accusé d'agression sexuelle.

## Palmarès

### Titres en simple messieurs
| No | Date       | Nom et lieu du tournoi                         | Catégorie | Dotation  | Surface      | Finaliste        | Score         |  |
| -- | ---------- | ---------------------------------------------- | --------- | --------- | ------------ | ---------------- | ------------- |  |
| 1  | 22-09-1980 | Grand Prix Passing Shot, Bordeaux              |           | 50 000 $  | Terre (ext.) | Gianni Ocleppo   | 6-0, 7-5, 7-5 |  |
| 2  | 15-06-1981 | Torneo Internazionale Citta di Venezia, Venise |           | 50 000 $  | Terre (ext.) | Paolo Bertolucci | 6-4, 6-4      |  |
| 3  | 13-09-1982 | Tournoi de tennis de Sicile, Palerme           |           | 100 000 $ | Terre (ext.) | John Alexander   | 6-4, 7-5      |  |

### Finale en simple messieurs
| No | Date       | Nom et lieu du tournoi | Catégorie       | Dotation | Surface      | Vainqueur    | Score    |  |
| -- | ---------- | ---------------------- | --------------- | -------- | ------------ | ------------ | -------- |  |
| 1  | 06-04-1981 | Donnay Open, Nice      | GP World Series | 50 000 $ | Terre (ext.) | Yannick Noah | 6-4, 6-2 |  |